# Свале
Свале су приједорска градска четврт и индустријска зона дуж магистралног пута Приједор - Бања Лука.

## Географија
Насеље се налази између МЗ Приједор II, МЗ Орловача и МЗ Чиркин поље.

## Архитектура
На Свалама има врло мало стамбених објеката, ту су углавном индрустријски и привредни објекти. Највећи од њих су складиште кексаре Мира и бивша фабрика Кератерм.